# Herzog

Mũ miện của Herzog

Herzog (phát âm [ˈhɛʁtsoːk] ⓘ; nữ giới Herzogin [ˈhɛʁtsoːɡɪn] ⓘ; nam số nhiều Herzöge; nữ số nhiều Herzoginnen) là một tước hiệu cha truyền con nối trong hệ thống Quý tộc Đức được nắm giữ bởi người cai trị của một lãnh thổ công quốc, thực thi quyền lực phong kiến đối với một điền trang được gọi là công quốc hoặc tương đương. Từ này thường được dịch sáng tiếng Anh là duke (công tước) và trong tiếng La Tinh là dux. Nói chung, Herzog xếp dưới dưới vua và trên Graf (Bá tước). Việc tước vị này được coi là cao hơn hay thấp hơn tước vị Thân vương (Fürst) tùy thuộc vào ngôn ngữ, quốc gia và thời đại mà các tước vị cùng tồn tại.